# Piotr Ożarowski
Piotr Ożarowski (né en 1725 – mort le 9 mai 1794) est un membre de la noble famille polonaise Ożarowscy, grand hetman de la Couronne (1793) et castellan de Wojnicz.

## Biographie
Initialement partisan du roi Stanislas II Poniatowski, il désapprouve ses politiques plus libérales et rejoint le camp de la faction conservatrice pro-russe. En 1789, il est recruté par l'ambassadeur de Russie en Pologne (en), Otto Magnus von Stackelberg et reçoit de la Russie une pension annuelle de 2 000 ducats. Il se rallie ensuite à la Confédération de Targowica qui s'oppose aux réformes de la Grande Diète et rejette la Constitution du 3 mai. En 1792, il prend le commandement de la garnison de Varsovie, et des divisions de Petite-Pologne. À la Sejm de Grodno, il accepte la Deuxième partage de la Pologne et en 1793 est élevé au rang de grand hetman de la Couronne et commandant de la place de Varsovie. Il agit en tant qu'intermédiaire entre Stanislas Potocki et le roi Poniatowski.
À la suite de l'Insurrection de Kościuszko et de l'Insurrection de Varsovie (en) en 1794, dirigée contre la domination russe sur la Pologne, il est capturé par les insurgés, accusé de trahison et condamné à la pendaison par le tribunal révolutionnaire. La sentence est exécutuée le 9 mai sur la place du marché à Varsovie, au milieu des acclamations de la foule encouragée par les Jacobins polonais (en). Avec lui, plusieurs autres confédérés de Targowica et autres partisans pro-russes sont exécutés, parmi lesquels : Józef Ankwicz (en), l'évêque Józef Kossakowski (en) et l'hetman Józef Zabiełło.

## Mariages et descendance
Piotr Ożarowski épouse Marianna Dzierzbicka qui lui donne 4 enfants:
- Adam Ożarowski (en) (1776-1855), général au service de la Russie
- Kazimierz Ożarowski,
- Seweryn Ożarowski,
- Franciszek Ożarowski,

Il épouse ensuite Elżbieta Pac qui lui donne 3 enfants: 
- Jerzy Ożarowski,
- Kajetan Ożarowski (pl), général des forces confédérées polonaises
- Stanisław Ożarowski (pl),

## Sources
- Notices d'autorité :   - VIAF
  - ISNI
  - Pologne
  - NUKAT

- (en) Cet article est partiellement ou en totalité issu de l’article de Wikipédia en anglais intitulé « Piotr Ożarowski » (voir la liste des auteurs).